# مرکز فضایی جان سی. استنیس
مرکز فضایی جان سی. استنیس (به انگلیسی: John C. Stennis Space Center) یک مرکز ناسا واقع‌شده در شهرستان هنکاک، میسیسیپی است. این مرکز ناسا در سال ۱۹۶۱ ایجادشد.

## نگارخانه

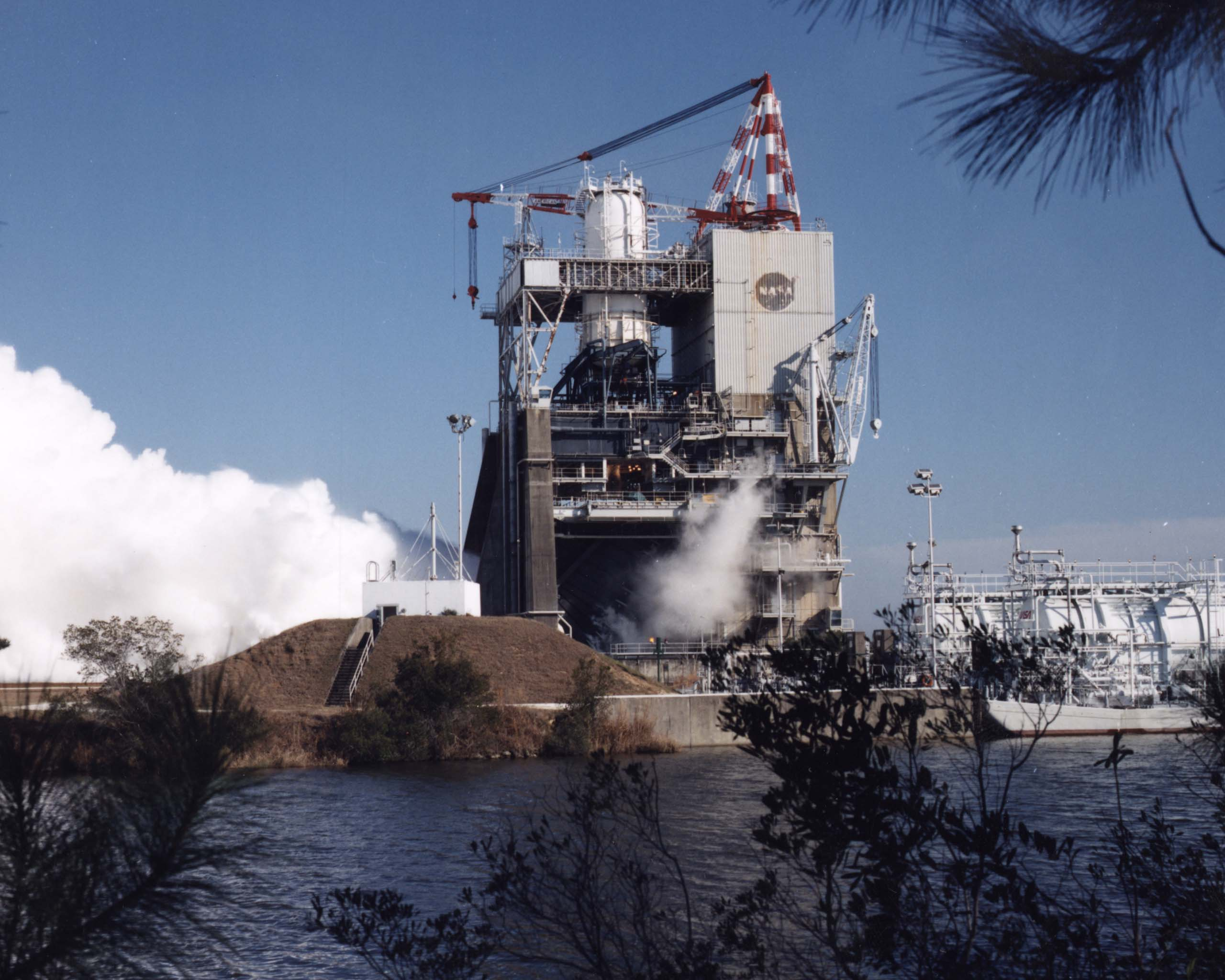
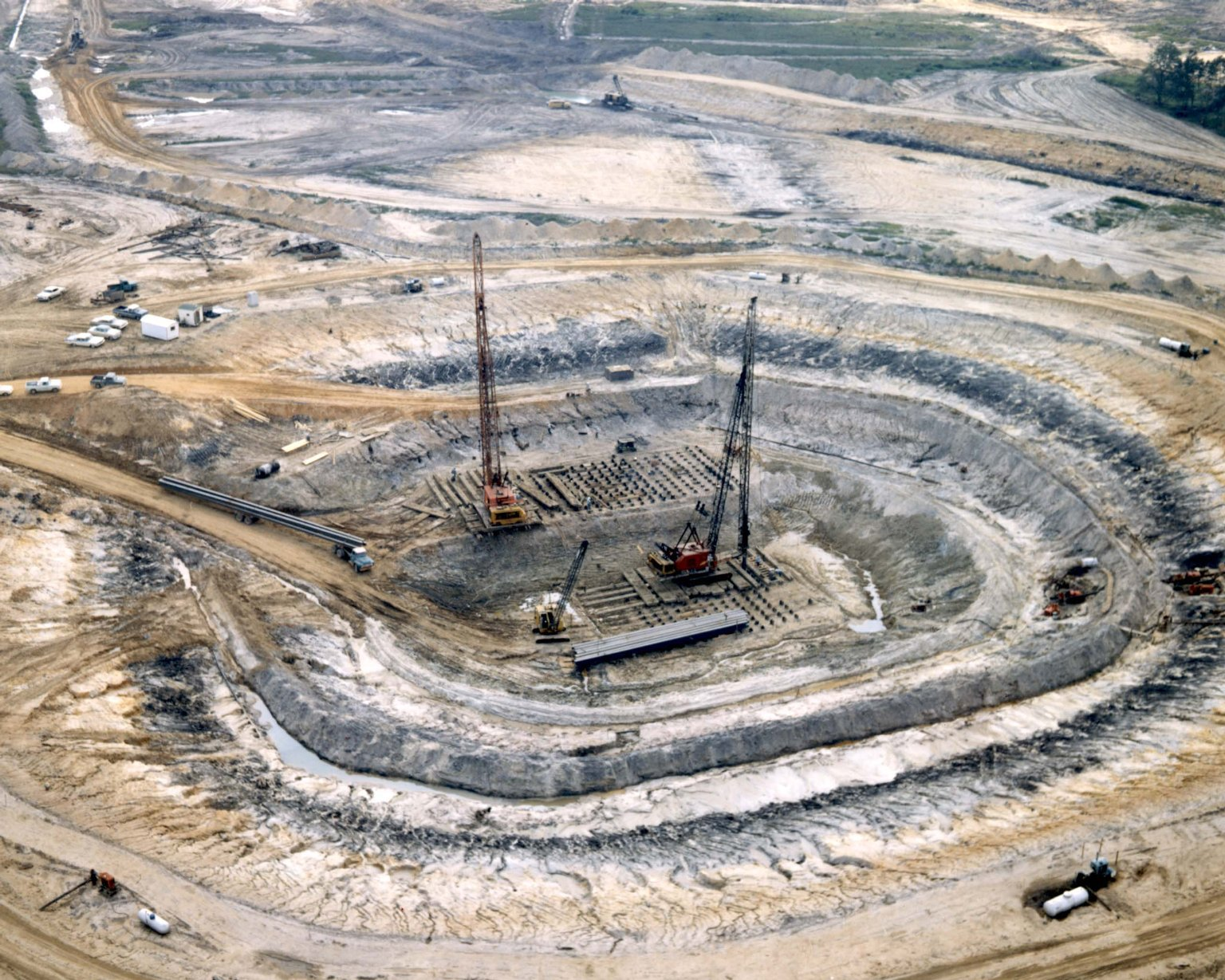
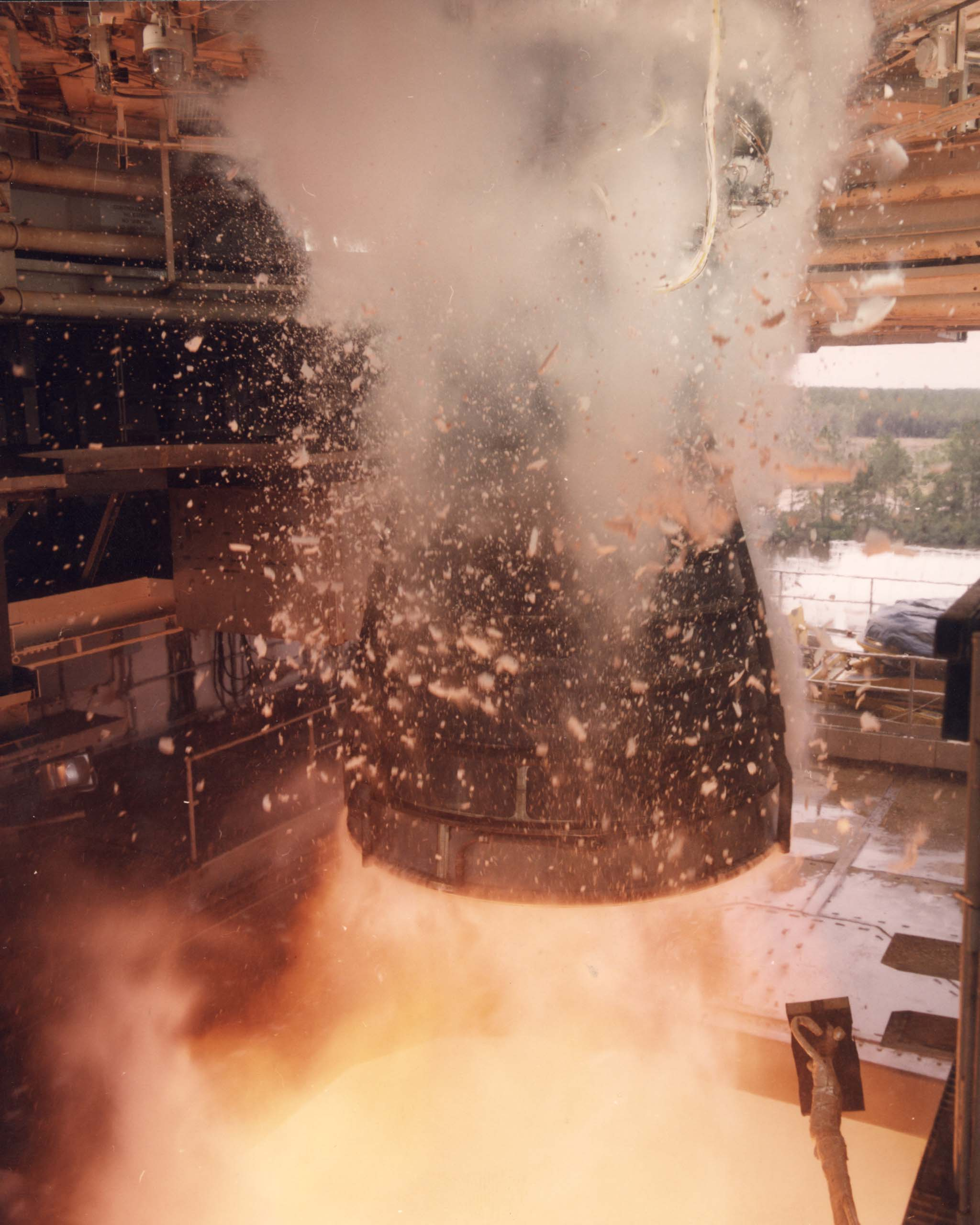
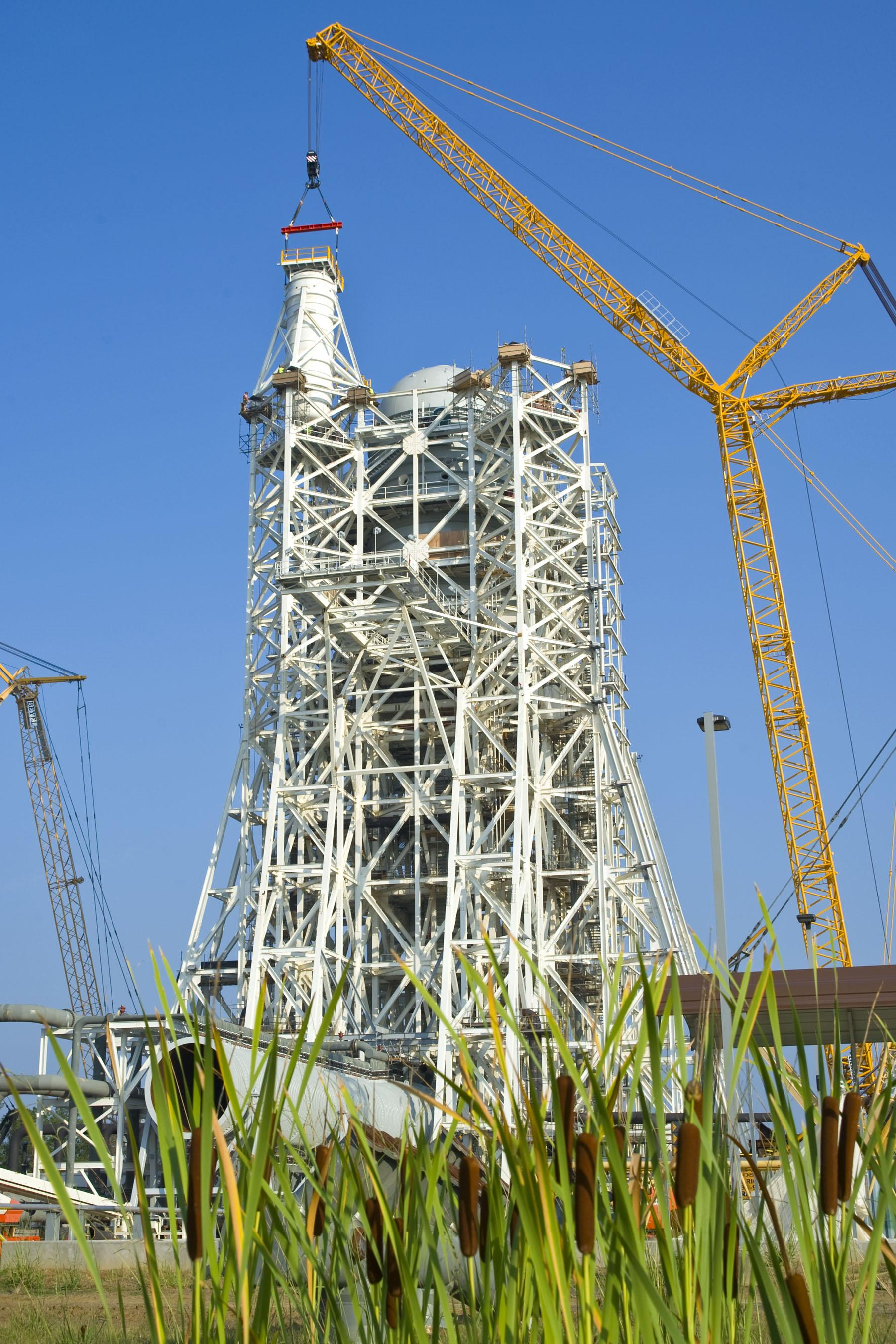